# Drouville
Drouville település Franciaországban, Meurthe-et-Moselle megyében. Lakosainak száma 207 fő (2022. január 1.). Drouville Courbesseaux, Crévic, Gellenoncourt, Haraucourt, Maixe és Serres községekkel határos.

## Népesség
A település népességének változása:
| Lakosok száma | 161  | 158  | 161  | 163  | 195  | 202  | 205  | 212  | 218  | 207  |
|               | 1968 | 1982 | 1990 | 2006 | 2013 | 2015 | 2017 | 2019 | 2020 | 2022 |